# Jiří Jelínek (právník)
Jiří Jelínek (* 16. září 1955 Praha) je český právní teoretik a vysokoškolský profesor v oblasti trestního práva.

## Profesní kariéra
Přes 10 let byl vedoucím katedry trestního práva Právnické fakulty Univerzity Karlovy, v této funkci jej vystřídal v roce 2021 Tomáš Gřivna. Je autorem publikací obsahujících poznámky k zákonům s výběrem judikatury, vysokoškolských učebnic trestního práva hmotného i procesního, jakož i odborných monografií a článků v tomto právním oboru. V roce 2006 se zapojil do odborné diskuse v rámci rekodifikace českého trestního práva hmotného, která vyústila v přijetí nového trestního zákoníku. Roku 2020 získal medaili Za zásluhy o stát v oblasti výchovy a školství.
Až do zatčení soudce Sováka roku 2020 byl Jelínek asistentem místopředsedy pražského vrchního soudu. Pro podezření, že působil v některých kauzách ve střetu zájmů, současně na straně soudu i obhajoby, předseda vrchního soudu Luboš Dörfl jeho působení u soudu ukončil. Jelínkovo jméno figuruje i v odposleších, pořízených v souvislosti s trestným stíháním soudce Sováka. Jelínek také vypracoval několik posudků ve známých trestních kauzách (mj. korupce společnosti Metrostav či Kauza Čapí hnízdo) na hlavičkovém papíře Právnické fakulty UK, fakulta se od nich však distancovala. V této souvislosti by také v roce 2023 odvolán z Legislativní rady vlády, jejímž členem byl od roku 2019.

### Komentáře zákonů
- Trestní zákoník a trestní řád s poznámkami a judikaturou. Zákon o soudnictví ve věcech mládeže, zákon o trestní odpovědnosti právnických osob a řízení proti nim, advokátní tarif. 8., aktual. vyd. Praha: Leges, 2020. 1358 s. ISBN 978-80-7502-395-7.
- Zákon o obětech trestných činů. Komentář s judikaturou. 2., dopl. a rozš. vyd. Praha: Leges, 2014. 319 s. ISBN 978-80-7502-016-1.

### Vysokoškolské učebnice
- Trestní právo hmotné. Obecná část. Zvláštní část. 7., aktual. a dopl. vyd. Praha: Leges, 2019. 1000 s. ISBN 978-80-7502-380-3.
- Trestní právo procesní. 5., aktual. a dopl. vyd. Praha: Leges, 2018. 863 s. ISBN 978-80-7502-278-3.
- Trestní právo Evropské unie. 2., aktual. a dopl. vyd. Praha: Leges, 2019. 443 s. ISBN 978-80-7502-375-9.

### Monografie
- Ochrana základních práv a svobod v trestním řízení. Praha: Leges, 2020. 554 s. ISBN 978-80-7502-444-2.
- Trestní odpovědnost právnických osob v České republice. Problémy a perspektivy. Praha: Leges, 2019. 384 s. ISBN 978-80-7502-351-3.
- Dokazování v trestním řízení v kontextu práva na spravedlivý proces. Praha: Leges, 2018. 536 s. ISBN 978-80-7502-287-5.
- Terorismus – základní otázky trestního práva a kriminologie. Praha: Leges, 2017. 224 s. ISBN 978-80-7502-256-1.
- Trestní právo procesní – minulost a budoucnost. Praha: Leges, 2016. 436 s. ISBN 978-80-7502-185-4.
- Poškozený a oběť trestného činu z trestněprávního a kriminologického pohledu. Praha: Leges, 2012. 251 s. ISBN 978-80-87576-39-7.
- Obhájce v trestním řízení. Praha: Leges, 2011. 416 s. ISBN 978-80-87212-88-2.
- Trestní odpovědnost právnických osob. Praha: Linde, 2007. 270 s. ISBN 978-80-7201-683-9.
- Poškozený v českém trestním řízení. Praha: Karolinum, 1998. 190 s. ISBN 80-7184-618-X.